# ベテ・シャン
ベテ・シャン(英語:Beth Shan)は、旧約聖書に登場するの町の名前である。
ヨルダン川とイズレエルの谷が合流する所に近い、ヤルド川の南岸にある要塞である。イスラエルのカナン侵攻の際には、イッサカル族の相続地になったが、後にマナセ族の相続地になった。しかし、マナセ族は先住民族のカナン人を追い出すことができなかったので、カナン人は共存して後にはイスラエル人の奴隷になった。
サウルとその息子たちがギルボア山の戦いで、ペリシテ人に敗れて戦死した時に、サウルたちの死体はベテ・シャンにさらされたが、ヤベシュの人々がやって来て、死体をはずしてヤベシュに運んで葬った。
ギリシア時代には、スキトポリスと呼ばれた。ローマ時代にはデカポリスの中では唯一繁栄した町になった。